# Fagus orientalis
Fagus orientalis Lipsky, comunemente chiamato faggio orientale, è una specie arborea decidua appartenente alla famiglia Fagacee. La specie è originaria dell'Eurasia, in Europa dell'est e Asia occidentale.

Fogliame in autunno

## Descrizione
Il faggio orientale è un albero di grandi dimensioni, capace di raggiungere 45 m di altezza e una circonferenza di 3 m, anche se in media misura 25–35 m di altezza e 1,5 m di circonferenza.
Le foglie sono alterne, picciuolate, intere o con un margine appena crenato; misurano 7–15 cm in lunghezza e 5–9 cm di larghezza, con 7–13 nervature su ogni faccia (le nervature sono 6–7 nella F. sylvatica). Le gemme hanno un aspetto allungato e sottile, lunghe di 15–30 mm e 2–3 mm di spessore e possono essere più spesse, fino a 4–5 mm, dove gemmano i fiori.
I fiori sono piccoli armenti che appaiono poco dopo la nascita delle foglie a primavera.
I semi sono delle piccole noci triangolari lunghe 15–20 mm e larghe 7–10 mm alla base; maturano in autunno 5–6 mesi dopo l'impollinazione. I semi sono racchiusi in un involucro, detto "cupola", che ne racchiude due alla volta. La cupola differisce da quella del faggio europeo nell'avere un'appendice appiattita alla base, simile ad una foglia.

### Tassonomia
Fagus orientalis è uno stretto parente di Fagus sylvatica, col il quale si sovrappone nei Balcani e in Turchia nord-occidentale. Essi formano ibridi chiamati Fagus × taurica.

## Distribuzione e habitat
L'aerale naturale di F. orientalis va dal centro-nord della Grecia, al nord dell'Asia minore, al Caucaso in Georgia e Russia, ai monti Elborz in Iran.
Lo si trova ad altitudini di 500 m in Europa orientale, fino a 2100 m sul Caucaso. In Bulgaria sulla cetena dello Strandža cresce anche ad altitudini minori, 200–300 m, per via del microclima locale unico, e vi forma tipiche foreste di Fagus orientalis−Rhododendron ponticum, assieme a cespugli sempreverdi.
Nella zona balcanica l'areale si sovrappone a quello del Fagus sylvatica, dove si possono creare forme ibride denominate Fagus × taurica Popl. [Fagus moesiaca (Domin, Maly) Czecz.].